# Pycnocraspedum microlepis
Pycnocraspedum microlepis är en fiskart som först beskrevs av Matsubara, 1943.  Pycnocraspedum microlepis ingår i släktet Pycnocraspedum och familjen Ophidiidae. Inga underarter finns listade i Catalogue of Life.